# Нойлусгайм
Нойлусгайм (нім. Neulußheim) — громада в Німеччині, знаходиться в землі Баден-Вюртемберг. Підпорядковується адміністративному округу Карлсруе. Входить до складу району Рейн-Неккар.
Площа — 3,39 км2. Населення становить 7150 ос. (станом на 31 грудня 2020).